# Abrahámovce (powiat Kieżmark)
Abrahámovce (niem. Abrahamsdorf, węg. Ábrahámpikfalva) – wieś (obec) we wschodniej Słowacji w kraju preszowskim, w powiecie Kieżmark. Położona jest w Kotlinie Popradzkiej u zachodnich podnóży Gór Lewockich. Pierwsza wzmianka pisemna o miejscowości pochodzi z roku 1286.